# Korea Południowa na Zimowych Igrzyskach Olimpijskich 2010

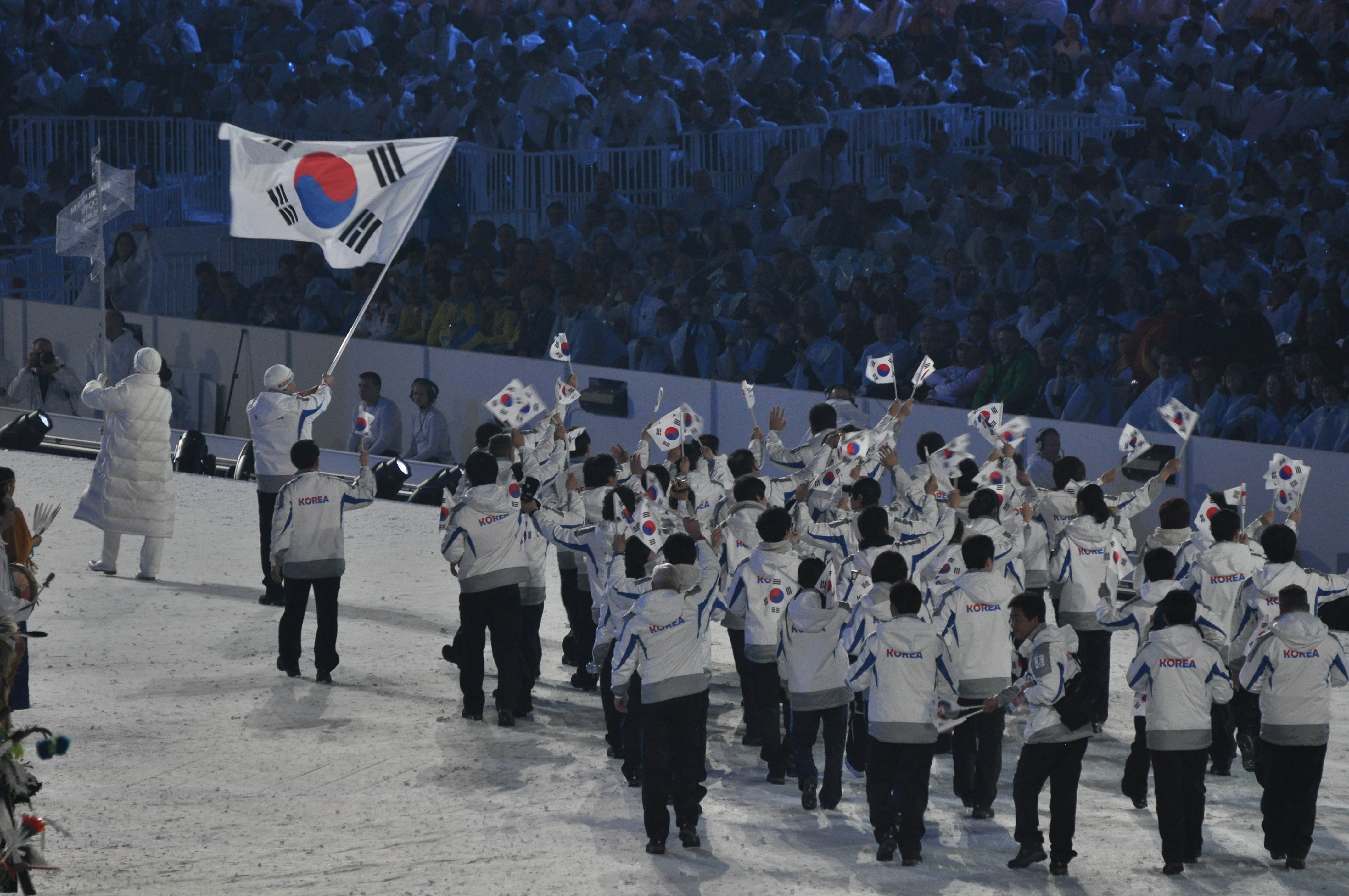
Reprezentacja Korei Południowej podczas uroczystości otwarcia igrzysk

Koreę Południową na Zimowych Igrzyskach Olimpijskich 2010 reprezentowało czterdziestu sześciu zawodników.

## Medale

### Złote
- Lee Jung-su – Short track, 1500 m mężczyzn
- Lee Jung-su – Short track, 1000 m mężczyzn
- Mo Tae-bum – Łyżwiarstwo szybkie, 500 m mężczyzn
- Lee Sang-hwa – Łyżwiarstwo szybkie, 500 m kobiet
- Lee Seung-hoon – Łyżwiarstwo szybkie, 10 000 m mężczyzn
- Kim Yu-na – Łyżwiarstwo figurowe, solistki

### Srebrne
- Lee Seung-hoon – Łyżwiarstwo szybkie, 5000 m mężczyzn
- Lee Ho-suk – Short track, 1000 m mężczyzn
- Lee Eun-byul – Short track, 1500 m kobiet
- Mo Tae-bum – Łyżwiarstwo szybkie, 1000 m mężczyzn

### Brązowe
- Park Seung-hi – Łyżwiarstwo szybkie, 1500 m kobiet
- Park Seung-hi – Łyżwiarstwo szybkie, 1000 m kobiet

## Wyniki reprezentacji

### Narciarstwo alpejskie
Kobiety
| Zawodniczka | Konkurencja       | Konkurencja       | Konkurencja   | Konkurencja   | Konkurencja       | Konkurencja       | Konkurencja      | Konkurencja      |
| Zawodniczka | Slalom gigant     | Slalom gigant     | Slalom gigant | Slalom gigant | Slalom specjalny  | Slalom specjalny  | Slalom specjalny | Slalom specjalny |
| Zawodniczka | Czas 1. przejazdu | Czas 2. przejazdu | Czas łączny   | Pozycja       | Czas 1. przejazdu | Czas 2. przejazdu | Czas łączny      | Pozycja          |
| ----------- | ----------------- | ----------------- | ------------- | ------------- | ----------------- | ----------------- | ---------------- | ---------------- |
| Kim Sun-joo | 1:23,88           | 1:20,70           | 2:44,58       | 49.           | 59,70             | 1:00,33           | 2:00,03          | 46.              |

Mężczyźni
| Zawodnik       | Konkurencja       | Konkurencja       | Konkurencja     | Konkurencja     | Konkurencja               | Konkurencja               | Konkurencja               | Konkurencja               |
| Zawodnik       | Slalom gigant     | Slalom gigant     | Slalom gigant   | Slalom gigant   | Slalom specjalny          | Slalom specjalny          | Slalom specjalny          | Slalom specjalny          |
| Zawodnik       | Czas 1. przejazdu | Czas 2. przejazdu | Czas łączny     | Pozycja         | Czas 1. przejazdu         | Czas 2. przejazdu         | Czas łączny               | Pozycja                   |
| -------------- | ----------------- | ----------------- | --------------- | --------------- | ------------------------- | ------------------------- | ------------------------- | ------------------------- |
| Kim Woo-sung   | Dyskwalifikacja   | Dyskwalifikacja   | Dyskwalifikacja | Dyskwalifikacja | Nie ukończył 1. przejazdu | Nie ukończył 1. przejazdu | Nie ukończył 1. przejazdu | Nie ukończył 1. przejazdu |
| Jung Dong-hyun |                   |                   |                 |                 | Nie ukończył 1. przejazdu | Nie ukończył 1. przejazdu | Nie ukończył 1. przejazdu | Nie ukończył 1. przejazdu |

### Biathlon
Kobiety
| Zawodnik   | Konkurencja               | czas biegu | Kary | Pozycja |
| ---------- | ------------------------- | ---------- | ---- | ------- |
| Mun Ji-hee | Sprint kobiet – 7,5 km    | 22:34,1    | 2    | 63.     |
| Mun Ji-hee | Bieg indywidualny – 15 km | 48:53,9    | 5    | 73.     |

Mężczyźni
| Zawodnik   | Konkurencja       | czas biegu | Kary | Pozycja |
| ---------- | ----------------- | ---------- | ---- | ------- |
| Lee In-bok | Sprint mężczyzn   | 27:34,1    | 4    | 65.     |
| Lee In-bok | Bieg indywidualny | 56:24,5    | 4    | 71.     |

### Bobsleje
Mężczyźni
| Osada | Zawodnicy                                             | Konkurencja | Ślizg 1 | Ślizg 2 | Ślizg 3 | Ślizg 4 | Łącznie | Pozycja |
| ----- | ----------------------------------------------------- | ----------- | ------- | ------- | ------- | ------- | ------- | ------- |
| KOR-I | Kang Kwang-bae Lee Jin-hui Kim Dong-hyun Kim Jeong-su | Czwórki     | 52,76   | 52,53   | 52,92   | 52,92   | 3:31,13 | 19.     |

### Biegi narciarskie
Mężczyźni
| Zawodnik    | Konkurencja   | czas    | Pozycja |
| ----------- | ------------- | ------- | ------- |
| Lee Jun-gil | Bieg na 15 km | 39:51,6 | 79.     |

Kobiety
| Zawodnik     | Konkurencja   | czas    | Pozycja |
| ------------ | ------------- | ------- | ------- |
| Lee Chae-won | Bieg na 10 km | 27:56,0 | 53.     |
| Lee Chae-won | Bieg łączony  | 47:34,6 | 58.     |

### Łyżwiarstwo figurowe
| Zawodnik      | Konkurencja | Program krótki | Program krótki | Program dowolny | Program dowolny | Łączna nota | Pozycja |
| Zawodnik      | Konkurencja | Nota           | Pozycja        | Nota            | Pozycja         | Łączna nota | Pozycja |
| ------------- | ----------- | -------------- | -------------- | --------------- | --------------- | ----------- | ------- |
| Kim Yu-na     | Solistki    | 78,50          | 1.             | 150,06          | 1.              | 228,56      | złoto   |
| Kwak Min-jung | Solistki    | 53,16          | 16.            | 102,37          | 12.             | 155,53      | 13.     |

### Narciarstwo dowolne
Kobiety
| Seo Jung-hwa | Jazda po muldach | 20,88 | 21. | Nie awansowała | Nie awansowała |

### Saneczkarstwo
Mężczyźni
| Zawodnik | Konkurencja | Ślizg 1 | Ślizg 2 | Ślizg 3 | Ślizg 4 | Łącznie | Pozycja |
| -------- | ----------- | ------- | ------- | ------- | ------- | ------- | ------- |
| Yong Lee | Jedynki     | 50,549  | 50,607  | 51,012  | 51,128  | 323,296 | 36.     |

### Short track
Kobiety
| Konkurencja          | Zawodniczka                                       | Kwalifikacje | Kwalifikacje | Ćwierćfinał     | Ćwierćfinał     | Półfinał       | Półfinał       | Finał           | Finał           |
| Konkurencja          | Zawodniczka                                       | Czas         | Miejsce      | Czas            | Miejsce         | Czas           | Miejsce        | Czas            | Miejsce         |
| -------------------- | ------------------------------------------------- | ------------ | ------------ | --------------- | --------------- | -------------- | -------------- | --------------- | --------------- |
| Bieg na 500 metrów   | Cho Ha-ri                                         | 44,313       | 2.           | 44,306          | 3.              | Nie awansowała | Nie awansowała | Nie awansowała  | 10,             |
| Bieg na 500 metrów   | Lee Eun-byul                                      | 44,000       | 1.           | 44,582          | 2.              | 43,899         | 4.             | 44,860          | 8,              |
| Bieg na 500 metrów   | Park Seung-hi                                     | 44,221       | 1.           | Dyskwalifikacja | Dyskwalifikacja | Nie awansowała | Nie awansowała | Nie awansowała  | 15,             |
| Bieg na 1000 metrów  | Park Seung-hi                                     | 1:31,885     | 1.           | 1:30,769        | 1.              | 1:29,165       | 2.             | 1:29,379        | brąz            |
| Bieg na 1000 metrów  | Cho Ha-ri                                         | 1:35,953     | 1.           | 1:30,543        | 2.              | 1:30,792       | 4.             | 1:31,932        | 4.              |
| Bieg na 1500 metrów  | Park Seung-hi                                     | 2:24,129     | 1.           |                 |                 | 2:20,859       | 1.             | 2:17,927        | brąz            |
| Bieg na 1500 metrów  | Cho Ha-ri                                         | 2:22,928     | 1.           |                 |                 | 2:35,492       | 3.             | 2:18,831        | 5.              |
| Bieg na 1500 metrów  | Lee Eun-byul                                      | 2:27,286     | 1.           |                 |                 | 2:24,318       | 1.             | 2:17,849        | srebro          |
| Sztafeta 3000 metrów | Cho Ha-ri Kim Min-jung Lee Eun-byul Park Seung-hi |              |              |                 |                 | 4:10,753       | 1.             | Dyskwalifikacja | Dyskwalifikacja |

Mężczyźni
| Konkurencja          | Zawodnik                                                      | Kwalifikacje | Kwalifikacje | Ćwierćfinał | Ćwierćfinał | Półfinał | Półfinał | Finał           | Finał   |
| Konkurencja          | Zawodnik                                                      | Czas         | Miejsce      | Czas        | Miejsce     | Czas     | Miejsce  | Czas            | Miejsce |
| -------------------- | ------------------------------------------------------------- | ------------ | ------------ | ----------- | ----------- | -------- | -------- | --------------- | ------- |
| Bieg na 500 metrów   | Sung Si-bak                                                   | 41,889       | 1.           | 40,821      | 2.          | 41,126   | 2.       | 41,340          | srebro  |
| Bieg na 500 metrów   | Lee Ho-suk                                                    | 41,632       | 1.           | 41,269      | 1.          | 1:24,514 | 4.       | 49,149          | 7.      |
| Bieg na 500 metrów   | Kwak Yoon-gy                                                  | 42,147       | 1.           | 41,761      | 2.          | 41,620   | 3.       | 42,123          | 4.      |
| Bieg na 1000 metrów  | Sung Si-bak                                                   | 1:24,245     | 1.           | 1:24,570    | 1.          | 1:25,068 | 3.       | Dyskwalifikacja | 7.      |
| Bieg na 1000 metrów  | Lee Jung-su                                                   | 1:24,962     | 1.           | 1:25,822    | 1.          | 1:25,560 | 2.       | 1:23,747        | złoto   |
| Bieg na 1000 metrów  | Lee Ho-suk                                                    | 1:25,925     | 1.           | 1:24,980    | 1.          | 1:25,347 | 1.       | 1:23,801        | srebro  |
| Bieg na 1500 metrów  | Lee Ho-suk                                                    | 2:14,324     | 2.           |             |             | 2:14,833 | 1.       | Dyskwalifikacja | 12.     |
| Bieg na 1500 metrów  | Lee Jung-su                                                   | 2:12,380     | 1.           |             |             | 2:10,949 | 1.       | 2:17,611        | złoto   |
| Bieg na 1500 metrów  | Sung Si-bak                                                   | 2:14,836     | 1.           |             |             | 2:13,585 | 1.       | 2:45,010        | 5.      |
| Sztafeta 5000 metrów | Kim Seoung-il Kwak Yoon-gy Lee Ho-suk Sung Si-bak Lee Jung-su |              |              |             |             | 6:43,845 | 1.       | 6:44,446        | srebro  |

### Skeleton
Mężczyźni
| Zawodnik  | Ślizg 1 | Ślizg 2 | Ślizg 3 | Ślizg 4       | Łącznie | Pozycja |
| --------- | ------- | ------- | ------- | ------------- | ------- | ------- |
| Cho In-ho | 54,46   | 54,42   | 54,28   | Nie awansował | 2:43,16 | 22.     |

### Skoki narciarskie
Mężczyźni
| Konkurencja              | Skoczek         | Kwalifikacje | Kwalifikacje | Skok 1                    | Skok 1                    | Skok 2                    | Skok 2                    | Nota  | Pozycja |
| Konkurencja              | Skoczek         | odległość    | Nota         | odległość                 | Nota                      | odległość                 | Nota                      | Nota  | Pozycja |
| ------------------------ | --------------- | ------------ | ------------ | ------------------------- | ------------------------- | ------------------------- | ------------------------- | ----- | ------- |
| Skocznia normalna HS-106 | Kim Hyun-ki     | 99,0         | 121,5        | 93,0                      | 107,0                     | Nie awansował             | Nie awansował             | 107,0 | 40.     |
| Skocznia normalna HS-106 | Choi Heung-chul | 93,5         | 108,5        | 87,5                      | 95,0                      | Nie awansował             | Nie awansował             | 95,0  | 48.     |
| Skocznia normalna HS-106 | Choi Yong-jik   | 93,5         | 107,0        | Nie awansował do konkursu | Nie awansował do konkursu | Nie awansował do konkursu | Nie awansował do konkursu | 107,0 | 53.     |
| Skocznia duża K-140      | Kim Hyun-ki     | 123,0        | 108,9        | 107,5                     | 78,0                      | Nie awansował             | Nie awansował             | 78,0  | 42.     |
| Skocznia duża K-140      | Choi Heung-chul | 122,5        | 107,0        | 98,5                      | 56,3                      | Nie awansował             | Nie awansował             | 56,3  | 49.     |
| Skocznia duża K-140      | Choi Yong-jik   | 110,5        | 83,4         | Nie awansował             | Nie awansował             | Nie awansował             | Nie awansował             | 83,4  | 56.     |

### Snowboard
Mężczyźni
| Konkurencja | Zawodnik   | Kwalifikacje | Kwalifikacje | Kwalifikacje | Kwalifikacje | Półfinał      | Półfinał      | Półfinał      | Półfinał      | Finał         | Finał         | Finał         | Finał   |
| Konkurencja | Zawodnik   | 1. zjazd     | 2. zjazd     | Najlepszy    | Miejsce      | 1. zjazd      | 2. zjazd      | Najlepszy     | Miejsce       | 1. zjazd      | 2. zjazd      | Najlepszy     | Miejsce |
| ----------- | ---------- | ------------ | ------------ | ------------ | ------------ | ------------- | ------------- | ------------- | ------------- | ------------- | ------------- | ------------- | ------- |
| Halfpipe    | Kim Ho-jun | 8,4          | 25,8         | 25,8         | 12.          | Nie awansował | Nie awansował | Nie awansował | Nie awansował | Nie awansował | Nie awansował | Nie awansował | 26.     |

### Łyżwiarstwo szybkie
Kobiety
| Lee Sang-hwa  | 38,849 | 1.  | 37,850 | 2.  | 76,099 | złoto | 1:18,24             | 23.                 |         |     |         |     |  |  |
| Lee Bo-ra     | 39,396 | 26. | 39,406 | 28. | 78,802 | 26.   |                     |                     |         |     |         |     |  |  |
| Ahn Jee-min   | 39,595 | 30. | 39,549 | 31. | 79,144 | 31.   |                     |                     |         |     |         |     |  |  |
| Oh Min-jee    | 39,816 | 33. | 39,768 | 33. | 79,584 | 32.   |                     |                     |         |     |         |     |  |  |
| Kim Yu-lim    |        |     |        |     |        |       | Nie ukończyła biegu | Nie ukończyła biegu |         |     |         |     |  |  |
| No Seon-yeong |        |     |        |     |        |       |                     |                     | 2:02,84 | 30. | 4:17,36 | 19. |  |  |
| Lee Ju-youn   |        |     |        |     |        |       |                     |                     | 2:03,67 | 33. | 4:18,87 | 23. |  |  |
| Park Do-yeong |        |     |        |     |        |       |                     |                     |         |     | 4:20,92 | 26. |  |  |

| Konkurencja    | Zawodnicy                               | Ćwierćfinał | Ćwierćfinał | Półfinał | Półfinał | Finał C | Finał C |
| Konkurencja    | Zawodnicy                               | Czas        | Miejsce     | Czas     | Miejsce  | Czas    | Miejsce |
| -------------- | --------------------------------------- | ----------- | ----------- | -------- | -------- | ------- | ------- |
| Bieg drużynowy | Lee Ju-yeon No Seon-yeong Park Do-yeong | 3:07,45     | 8.          | NQ       | NQ       | 3:06,96 | 8.      |

Mężczyźni
| Zawodnik       | Konkurencja   | Konkurencja   | Konkurencja   | Konkurencja   | Konkurencja   | Konkurencja   | Konkurencja    | Konkurencja    | Konkurencja    | Konkurencja    | Konkurencja    | Konkurencja    | Konkurencja      | Konkurencja      |
| Zawodnik       | Bieg na 500 m | Bieg na 500 m | Bieg na 500 m | Bieg na 500 m | Bieg na 500 m | Bieg na 500 m | Bieg na 1000 m | Bieg na 1000 m | Bieg na 1500 m | Bieg na 1500 m | Bieg na 5000 m | Bieg na 5000 m | Bieg na 10 000 m | Bieg na 10 000 m |
| Zawodnik       | Bieg 1        | Bieg 1        | Bieg 2        | Bieg 2        | Łączny czas   | Miejsce       | Bieg na 1000 m | Bieg na 1000 m | Bieg na 1500 m | Bieg na 1500 m | Bieg na 5000 m | Bieg na 5000 m | Bieg na 10 000 m | Bieg na 10 000 m |
| Zawodnik       | Czas          | Miejsce       | Czas          | Miejsce       | Łączny czas   | Miejsce       | Czas           | Miejsce        | Czas           | Miejsce        | Czas           | Miejsce        | Czas             | Miejsce          |
| -------------- | ------------- | ------------- | ------------- | ------------- | ------------- | ------------- | -------------- | -------------- | -------------- | -------------- | -------------- | -------------- | ---------------- | ---------------- |
| Mo Tae-bum     | 34,923        | 2.            | 34,906        | 2.            | 69,82         | złoto         | 1:09,12        | srebro         | 1:46,47        | 5.             |                |                |                  |                  |
| Lee Kang-seok  | 35,053        | 4.            | 34,988        | 3.            | 70,04         | 4.            |                |                |                |                |                |                |                  |                  |
| Lee Kyu-hyeok  | 35,145        | 10.           | 35,344        | 16.           | 70,48         | 15.           | 1:09,92        | 9.             |                |                |                |                |                  |                  |
| Mun Jun        | 35,552        | 20.           | 35,640        | 19.           | 71,19         | 19.           | 1:10,68        | 18.            |                |                |                |                |                  |                  |
| Lee Ki-ho      |               |               |               |               |               |               | 1:12,33        | 36.            |                |                |                |                |                  |                  |
| Lee Jong-woo   |               |               |               |               |               |               |                |                | 1:49,00        | 22.            |                |                |                  |                  |
| Ha Hong-sun    |               |               |               |               |               |               |                |                | 1:49,93        | 31.            |                |                |                  |                  |
| Lee Seung-hoon |               |               |               |               |               |               |                |                |                |                | 6:19,95        | srebro         | 12:58,55         | złoto            |

| Konkurencja    | Zawodnicy                               | Ćwierćfinał | Ćwierćfinał | Półfinał | Półfinał | Finał C | Finał C |
| Konkurencja    | Zawodnicy                               | Czas        | Miejsce     | Czas     | Miejsce  | Czas    | Miejsce |
| -------------- | --------------------------------------- | ----------- | ----------- | -------- | -------- | ------- | ------- |
| Bieg drużynowy | Ha Hong-sun Lee Jong-woo Lee Seung-hoon | 3:43,69     | 5.          | NQ       | NQ       | 3:48,60 | 5.      |